# Siguazodan
Le siguazodan est un dicyandiamide inhibiteur de la phosphodiestérase.